# Beauty and the Beat (The Go-Go's)
Beauty and the Beat è il primo album in studio del gruppo musicale statunitense Go-Go's, pubblicato nel 1981 dalla I.R.S. Records.

## Tracce
1. Our Lips Are Sealed – 2:45 (Terry Hall, Jane Wiedlin)
2. How Much More – 3:06 (Charlotte Caffey, Jane Wiedlin)
3. Tonite – 3:35 (Charlotte Caffey, Jane Wiedlin, Peter Case)
4. Lust to Love – 4:04 (Charlotte Caffey, Jane Wiedlin)
5. This Town – 3:20 (Charlotte Caffey, Jane Wiedlin)
6. We Got the Beat – 2:32 (Charlotte Caffey)
7. Fading Fast – 3:41 (Charlotte Caffey)
8. Automatic – 3:07 (Jane Wiedlin)
9. You Can't Walk in Your Sleep (If You Can't Sleep) – 2:54 (Charlotte Caffey, Jane Wiedlin)
10. Skidmarks on My Heart – 3:06 (Charlotte Caffey, Belinda Carlisle)
11. Can't Stop the World – 3:20 (Kathy Valentine)

## Formazione
Musicisti
- Charlotte Caffey – chitarra, tastiere, cori
- Belinda Carlisle – voce solista
- Gina Schock – percussioni, batteria
- Kathy Valentine – basso, cori
- Jane Wiedlin – chitarra ritmica, seconda voce, cori

Produzione
- Rob Freeman – produzione, registrazione, tecnico del suono, missaggio
- Richard Gottehrer – produzione
- James A. Ball – assistenza tecnico del suono, assistenza missaggio
- Ted Blechta, Darroll Gustamachio, Gray Russell, John Terelle, Eric Kortee – assistenza tecnico del suono
- Stuart Furusho, David Leonard – assistenza missaggio
- Doug Schwartz – re-missaggio
- Greg Calbi – mastering
- Ginger Canzoneri – direzione artistica e management
- Mike Doud, Mick Haggerty, Vartan – direzione artistica
- Mike Fink – design
- George DuBose – fotografia
- Mick Haggerty – fotografia, design
- Cindy Marsh – illustrazioni, fotografia

## Classifiche
| Classifica (1982) | Posizione massima |
| ----------------- | ----------------- |
| Stati Uniti       | 1                 |